# Behrensbrück
Behrensbrück este o arie protejată (sit de importanță comunitară — SCI) din Germania întinsă pe o suprafață de 381,71 ha, integral pe uscat.

## Localizare
Centrul sitului Behrensbrück este situat la coordonatele 52°46′47″N 13°09′38″E / 52.7797°N 13.1606°E.

## Înființare
Situl Behrensbrück a fost declarat sit de importanță comunitară în septembrie 2000 pentru a proteja 2 specii de animale.

## Biodiversitate
Situată în ecoregiunea continentală, aria protejată conține 3 habitate naturale: Liziere de ierburi înalte hidrofile de câmpie și de nivel montan până la alpin, Păduri de stejar sau de stejar și carpen sub-atlantice și medio-europene de Carpinion betuli, Păduri aluvionare cu Alnus glutinosa și Fraxinus excelsior (Alno-Padion, Alnion incanae, Salicion albae).
La baza desemnării sitului se află mai multe specii protejate de  mamifere (2): castor (Castor fiber), vidră de râu (Lutra lutra).